# Анквич, Кристина
Кристина Анквич или Кристина Анквичувна (пол. Krystyna Ankwicz, Krystyna Ankwiczówna, наст. фамилия Шийковская; 4 апреля 1907 — 6 августа 1985) — польская актриса театра и кино, также театральный режиссёр.

## Биография
Кристина Анквич родилась во Львове. Актёрству учил её актёр и режиссёр Александер Венгерко. Дебютировала на сцене в 1929 году в Театре им. Юлиуша Словацкого в Кракове. Актриса театров в Кракове, Варшаве, Лодзи, Львове и Лондоне. Во время второй мировой войны она уехала из страны, после войны вела в Лондоне польский объездной театр. Умерла в Варшаве.

## Избранная фильмография
- 1930 — Культ тела / Kult ciała
- 1930 — Мораль пани Дульской / Moralność Pani Dulskiej
- 1931 — Соблазнённая / Uwiedziona
- 1931 — Женщина, которая смеётся / Kobieta, która się śmieje
- 1931 — Хам / Cham
- 1932 — Стометровка любви / Sto metrów miłości
- 1934 — Омертвелое эхо / Zamarłe echo
- 1936 — Герои Сибири / Bohaterowie Sybiru